# Henry Eyring
Henry Eyring (Colonia Juárez, México, 20 de febrero de 1901 - Salt Lake City, 26 de diciembre de 1981) fue un químico teórico mexicano nacionalizado estadounidense. Su mayor contribución fue la teoría del estado de transición, en el campo de la cinética química. En ella aparece la ecuación de Eyring que muestra la dependencia de la constante de velocidad respecto de la temperatura.

## Biografía
Nacido en Colonia Juárez, una colonia mormona en México, y nieto de Henry Eyring, se trasladó a Estados Unidos por vez primera en 1912, aunque no obtendría la nacionalidad hasta 1935. En 1924 se licenció en química en la Universidad de Arizona, obteniendo el doctorado en la Universidad de California en Berkeley en 1927. En 1931 ingresó como profesor en la Universidad de Princeton hasta 1946, cuando le fue ofrecido el puesto de decano en la Universidad de Utah. Permaneció allí hasta su jubilación en 1966.
Fue galardonado en 1975 con la medalla Priestley, concedida por la American Chemical Society.